# Callitriche bolusii
Callitriche bolusii är en grobladsväxtart som beskrevs av Schonl., Amp; Pax och Hermann Wilhelm Rudolf Marloth. Callitriche bolusii ingår i släktet lånkar, och familjen grobladsväxter. Inga underarter finns listade i Catalogue of Life.